# 津巴布韦鸟

津巴布韋國旗上的津巴布韦鸟

辛巴威鳥（英語：Zimbabwe Bird）是辛巴威的國徽，出現在辛巴威和羅德西亞兩國的國旗和國徽上，也出現在紙幣和硬幣上（先是羅得西亞鎊，接著是羅得西亞元）。短尾雕或吼海雕可能是辛巴威鳥的原型。也叫皂石鸟，而皂石鸟的圆柱耸立在大辛巴威的围墙外面。而该国在1980年独立后，其中一只皂石鸟成为了该国的象征。
辛巴威鳥的設計來源源自於在大辛巴威城市廢墟中發現的許多皂石雕塑。
辛巴威鳥現在是獨立的辛巴威的權威標誌。Matenga(2001)列出了100多個現在將辛巴威鳥納入其徽標的組織。